# Hilaira tuberculifera
Hilaira tuberculifera is een spinnensoort in de taxonomische indeling van de hangmatspinnen (Linyphiidae).
Het dier behoort tot het geslacht Hilaira. De wetenschappelijke naam van de soort werd voor het eerst geldig gepubliceerd in 1995 door Sha & Zhu.